# Fantastic Plastic Machine
Fantastic Plastic Machine（ファンタスティック・プラスティック・マシーン）は、音楽プロデューサー、リミキサー、DJ、作曲家、編曲家として活動する田中知之（たなか ともゆき、1966年7月6日 - ）のソロプロジェクトである。現在は略称として使用されていたFPM（エフ・ピー・エム）を正式名称として活動中。

## 略歴
京都市上京区にて生まれる。中学生のころから音楽に興味を持ち、市立紫野高校時代から龍谷大学法学部在学時代までバンド活動をしていた。
18歳のころ、ディスコで皿洗いのアルバイトをしていた関係でDJの存在を知り、人から勧められたこともあり、DJとしての活動を始めた。この頃について田中は『朝日新聞』とのインタビューの中で「バンドにターンテーブルを取り入れるなど、当時としては斬新なことをした」と振り返っている。バンドとしてデビューする予定だったが、デビュー先のレコード会社が倒産したため、就職活動をせざるを得なくなり、アパレル会社へ入社。その後出版社の誘いを受けて、雑誌編集者に転職した。その間、週に一度の割合でDJとしての活動を行い、給料でレコードを購入していたが、レコード店には自分のほしい曲がないと感じ、楽曲制作を始めるようになった。1995年、DJ活動の拡大に伴い辞職して上京。当時ピチカート・ファイヴのメンバーだった小西康陽の誘いを受けてデビューアルバムを制作し、世界中で名前が知られるきっかけとなった。その後、世界中で活動を続けるが、2001年に起きたアメリカ同時多発テロ事件がきっかけで自分がアジア人であるという認識が高まったため、アジアでの活動に重きを置いた。
1995年にリリースされたピチカート・ファイヴのアルバム『ロマンティーク96』の中に、自身のソロ・プロジェクトFantastic Plastic Machine＝FPM 名義の楽曲「ジェット機のハウス」が収録されメジャーデビュー。その後、1997年『The Fantastic Plastic Machine』に1stアルバムをリリース。2004年に立ち上げたDJ-MIXシリーズ『Sound Concierge』は、これまでに全11作を発表し、いずれも異例のセールスを記録している。
多数のアーティストのプロデュースも手掛けており、リミキサーとしても、布袋寅泰、UNICORN、くるり、サカナクション、THE BPA（FATBOY SLIMことノーマン・クックによるプロジェクト）、Howie Bなど100曲以上の作品を手掛けている。
『オースティン・パワーズ：デラックス』『SEX AND THE CITY』への楽曲提供の他、村上隆がルイ・ヴィトンの為に手掛けた短編アニメーションの楽曲制作、UNIQLOや資生堂など大手企業のCM音楽、グランフロント大阪など商業施設のBGMも制作。
DJとしては、日本国内はすでに全都道府県を制覇、海外でも約50都市でのプレイ実績を誇り、近年でも出演イベント数は年間100本を軽く超える。
ジャンルという固定観念に縛られる事の無い、豊富な音楽知識に裏打ちされたプレイスタイルは、国内外のハイブランドのパーティーDJとしても絶大な信頼を得ている。
活動の幅は音楽のみに留まらず、過去には大手アパレル企業でマーチャンダイザーとして、また某ファッション誌でエディターの経験もあり、時計や車などへの造詣も深い。特にヴィンテージ・ウェアのコレクター/マニアとしては知る人ぞ知る存在である。
自身のブランド、ListやConnecteeのディレクターとしての顔もある。
2020年4月22日に、本名となる田中知之名義で「Alone」を発表。2020年5月13日には高野寛と原田郁子（クラムボン）をボーカルに迎えた「Change the World Again」もリリースされた。いずれも新型コロナウイルス感染症の拡大の影響を受けて制作された曲である事がインタビューでも語られている。
2021年、東京2020オリンピック開会式/閉会式、2020年東京パラリンピック開会式の音楽監督に就任。コンポーザーの1人である小山田圭吾が過去のいじめ告白問題への批判で辞任した際、同氏が担当したオープニング部分の音楽を再制作した。楽曲作製時間は約30時間、徹夜で仕上げた。ピクトグラムパフォーマンス部分の音楽制作も手掛けた。
2021年夏、ミラノの国際眼鏡展示会で2度”世界一の眼鏡店”に選ばれた「GLOBE SPECS」シーズン毎に店内BGMの選曲を担当。渋谷・代官山・京都の3店舗で流れる。
2022年10月30日、京都 竹間公園にて「KARASUMA大茶会 in 竹間公園」でDJプレイ。
2023年10月、パリ16区にシェフ佐藤伸一によりオープンした「Blanc Paris」選曲担当。内装は隈研吾。
2024年7月、京都の西木屋町にオープンしたミュージックバー「FUL（フル）」プランニング〜プロデュースを担当。ミュージックバーの象徴である、大口径のスピーカー・アナログレコード・マッキントッシュのアンプ・DJブースなどを常設しないスタイル。店内に架空の森を築き､天井にインストールされた1SOUNDX8VOIDX2計10基のスピーカーを設置し"Sound Forest"と定義。
2024年8月、DOTS「リサイクルステージ玉島」音楽と地域のロケーションを掛け合わせることで岡山の魅力を発信するプロジェクト「DOTS （Discover Okayama Through Sound /通称ドッツ）」にDJとして参加。岡山市内のユニークな2箇所でプレイ風景の収録。
2024年8月、DOTS「天台宗 金剛山 常住寺」音楽と地域のロケーションを掛け合わせることで岡山の魅力を発信するプロジェクト「DOTS （Discover Okayama Through Sound/通称ドッツ）」にDJとして参加。岡山市内のユニークな2箇所でプレイ風景の収録。
2025年2月1日、桑原茂一 編集発行 freedom dictionary 222号　田中知之特集「選曲の現場」
2025年2月24日、KYOTO METROにて、TORIBA COFFEE KYOTO 2Years Anniversary freedom dictionary presents 日本音楽選曲家協会集会／革命舞踏会in京都にて､トークセッション「選曲とは何か？」桑原茂一　大沢伸一　田中知之　沖野修也。ゲスト：立花ハジメ

## 外仕事

### CM音楽
- 2013年
  - 花王「ウルトラアタックneo」（8月）
  - リクルート「受験サプリ」（8月）
  - バスクリン「きき湯ファインヒート」（10月）

- 2014年
  - ジャパンゲートウェイ「Voloute」（5月）
  - フローフシ「モテマスカラ」（6月）
  - フローフシ「モテマスカラ2」（10月）
  - フローフシ「モテライナー」（11月）

- 2015年
  - ヤクルト「ジョア プリンセス編」（5月）
  - フローフシ「モテマスカラ ONE」（8月）
  - フローフシ「THE まつげ美容液」（10月）

- 2016年
  - アサヒグループ食品「MINTIA」（3月）
  - フローフシ「イオン デ クッション ®」（4月）
  - ポンテヴェキオ「ポンテヴェキオウェディング」（5月）
  - フローフシ「MOTEMASCARA 2016」（9月）
  - 洋服の青山 「n♡line Precious 2016年秋冬」（9月）
  - フローフシ「MOTELINER」（9月）
  - フローフシ「まつげ美容液」（11月）

- 2017年
  - フローフシ 「モテマスカラ THE ANSWER」（9月）
  - 三菱商事 企業 CM（9月）
  - サッポロビール「ヱビスビール」（10月）

- 2018年
  - 大塚製薬「ファイブミニ」 「仲里依紗のキレイをつなぐ 1 週間」（5月）

- 2019年
  - 全日本空輸「ANA SUPER VALUE」（6月）
  - サンヨー食品「サッポロ一番 カップスター ダンス篇」（9月）

- 2020年
  - 全身脱毛サロン KIREIMO（3月）

- ビックロ 「新宿店オープンTVCM」
- パナソニック 「ECONAVI」
- 大塚製薬「ネイチャーメイド スーパーシリーズ」
- キリンビバレッジ「生茶」 Like A Virgin - 2NE1 produced by FPM （原曲はマドンナ）[注 2]
- カネボウ「ブランシール スペリア」
- 大塚製薬「ネイチャーメイド スーパーシリーズ」
- ユニクロ「夏チノ・夏カーゴ」
- ユニクロ「新チノ・新カーゴ」
- 資生堂「リバイタルグラナス」
- ユニクロ「UT ALL STARS」
- ユニクロ「UT ZOOM!」
- ユニクロ「UT」
- SHU UEMURA「UV アンダーベースムース」
- ロッテ「キシリトールエクシー」
- 花王「ビオレ ふくだけコットン」
- サッポロビール「スリムス」

その他多数。

### 映画音楽
- アイスクリームフィーバー（吉岡里帆主演、パルコ、2023年7月14日公開）

### アニメ劇伴
- SANDA（2025年）[7]

### 主なリミックス
| アーティスト                   | タイトル                                                                          | リリース日     | 収録されているアルバム                                                                               |
| PUFFY                          | 渚にまつわるエトセトラ -TAKE ME TO THE DISCO-                                     | 1999年12月31日 | PRMX                                                                                                 |
| 浜崎あゆみ                     | WHATEVER "FPM's WINTER BOSSA"                                                     | 2000年3月8日   | ayu-mi-x II version JPN                                                                              |
| 松田聖子                       | あなたに逢いたくて(FPM MIX for Lovers)                                            | 2000年9月27日  | seiko remixes 2000                                                                                   |
| Every Little Thing             | JIRENMA(FPM Young Soul Mix)                                                       | 2001年1月1日   | fragile/JIRENMA                                                                                      |
| atami                          | NIGHTINGALE(FPM MIX FOR BEAUTIFUL DAYS)                                           | 2001年1月31日  | MICA                                                                                                 |
| キリンジ                       | グッディ・グッバイ(FPM MIX FOR NIGHTFLY)                                          | 2001年4月25日  | RMX                                                                                                  |
| Every Little Thing             | fragile -fpm bitter sweet samba mix-                                              | 2002年2月27日  | The Remixes III〜Mix Rice Plantation〜                                                               |
| Earth,Wind & Fire              | September （FPM Beautiful Latin mix）                                             | 2002年7月24日  | Soul Source EARTH,WIND & FIRE REMIXES                                                                |
| 金原千恵子                     | A Distant Shore(FPM Beautiful Shore Mix)                                          | 2002年8月21日  | A Espera Remixes EP                                                                                  |
| 東京スカパラダイスオーケストラ | 美しく燃える森 -FPM Latin Fire mix                                                | 2002年9月4日   | 2002年9月4日DVD「DOWN BEAT SELECTOR」の付属でCCCDでリリース。 12月25日12インチアナログでリリース。   |
| Dragon Ash                     | Life goes on(FPM Beautiful Lovers mix)                                            | 2003年6月25日  | morrow                                                                                               |
| Crystal Kay loves M-FLO        | DO U LIKE IT? (by Fantastic Plastic Machine) Extended Mix                         | 2003年11月27日 | 4 REAL                                                                                               |
| NORTHERN BRIGHT                | FEELS LIKE SUMMER(FPM euphoria mix)                                               | 2004年3月24日  | Seven Colours Gradations                                                                             |
| PE'Z                           | Hale no sola sita〜LA YELLOW SAMBA〜 -FPM punky samba mix-                        | 2004年3月24日  | PE'Z COLOR vol.1                                                                                     |
| ケツメイシ                     | よる☆かぜ 〜FPM disco tropicana〜                                                 | 2004年7月28日  | 君にBUMP                                                                                             |
| Riviera                        | Playmate '74 (FPM's Samba Whistle Mix)                                            | 2004年11月3日  | Riviera remixes                                                                                      |
| 信近エリ                       | Lights "FPM obsession mix"                                                        | 2006年5月10日  | nobuchikaeri.rx                                                                                      |
| FATBOY SLIM                    | The Journey (FPM Red Special Mix)                                                 | 2006年6月14日  | グレイテスト・ヒッツ                                                                                 |
| ザ・ドリフターズ               | ドリフの早口ことば-FPM PAPARUWA MASH-UP Remix-                                    | 2007年1月31日  | UPPER'S FLAVA Remixes Of Watanabe Hit Tune                                                           |
| V.A.                           | Ain't no mountain high enough(FPM's 'the dancefloor's tension is high enough'mix) | 2007年6月27日  | DIANA ROSS & THE SUPREMES REMIXES                                                                    |
| RYUKYUDISKO                    | NICE DAY feat.BEAT CRUSADERS(FPM PUNKALATINA MIX)                                 | 2007年7月11日  | ナサキ feat.MONGOL800                                                                                |
| m-flo loves CHARA              | Love to Live By -FPM eclectic electric mix-                                       | 2007年9月26日  | electriCOLOR -COMPLETE REMIX-                                                                        |
| May J.                         | LOVE BLOSSOM(FPM house mix)                                                       | 2007年12月5日  | Baby Girl                                                                                            |
| 米寿司（堂本光一）             | No more(Fantastic Plastic Machine remix)                                          | 2008年4月30日  | No more                                                                                              |
| 土屋アンナ feat.AI             | Crazy World(FPM Hyper Society mix)                                                | 2008年6月11日  | Crazy World                                                                                          |
| CLAZZIQUAI PROJECT             | Our Lives (FPM Hyper Society mix)                                                 | 2008年8月13日  | Beat in Love                                                                                         |
| V.A.                           | SPEED RACER(FPM 4×4 SKA mix)                                                      | 2008年8月27日  | SPEED RACE JAPAN 〜マッハGoGoGoトリビュート〜                                                        |
| サカナクション                 | 三日月サンセット (FPM EVERLUST MIX)                                               | 2008年10月15日 | REMIXion (iTunes Store配信限定)                                                                      |
| DJ OZMA                        | MASURAO(FPM Murder Mix)                                                           | 2008年12月3日  | MASURAO                                                                                              |
| Blue Smith                     | 7th Heaven Boogie -FPM EVERLUST MIX-                                              | 2008年12月10日 | オルガンCLUB                                                                                         |
| ザ・たこさん                   | ナイスミドルのテーマ Remix Of The Middle, For The Middle, By The Middle           | 2009年3月4日   | サヨナラ生活                                                                                         |
| UNICORN                        | 働く男 FPM Everlust Mix                                                           | 2009年7月22日  | URMX                                                                                                 |
| V.A.                           | ルパン三世のテーマ'78 (FPM EVERLUST MIX)                                          | 2009年8月26日  | Lupin The Third DANCE & DRIVE                                                                        |
| くるり                         | ワールズエンド・スーパーノヴァ(FPM EVERLUST MIX)                                  | 2009年10月21日 | くるり鶏びゅ～と                                                                                     |
| 武藤昭平                       | エグジット(FPM EVERLUST MIX)                                                      | 2010年2月10日  | トゥーペア                                                                                           |
| GRUM                           | Can't Shake This Feeling(FPM EVERLUST MIX)                                        | 2010年6月16日  | Heartbeats                                                                                           |
| THE YOUNG PUNX!                | SUGARCANDYSUPERNOVA(FPM GUITAR HEROES MIX)                                        | 2010年7月7日   | MASHPOP AND PUNKSTEP                                                                                 |
| SISTER JET                     | キャラメルフレーバー (FPM EVERLUST MIX)                                           | 2010年11月10日 | キャラメルフレーバー (FPM EVERLUST MIX) - Single                                                     |
| 浜崎あゆみ                     | Virgin Road (FPM EVERLUST mix)                                                    | 2011年3月30日  | ayu-mi-x 7 -version HOUSE-                                                                           |
| globe                          | Feel Like dance (FPM EVERLUST REMIX)                                              | 2011年8月10日  | house of globe                                                                                       |
| ジミ・シジミ                   | シジミの女 (FPM EVERLUST REMIX)                                                   | 2011年8月17日  | シジミの女 - Single                                                                                  |
| 布袋寅泰                       | BAD FEELING (FPM EVERLUST mix)                                                    | 2011年8月17日  | ALL TIME SUPER GUEST                                                                                 |
| 中村一義                       | 1,2,3 (FPM HyperSociety Mix)                                                      | 2012年3月28日  | 6 REMIX'N BIRDS                                                                                      |
| ケツメイシ                     | ボラーレ ～ Nel Blu, Dipinto Di Blu (FPM EVERLUST Remix)                          | 2012年7月11日  | LOVE LOVE Summer - Single                                                                            |
| IU                             | You & I (Japanese Version[FPM TECHNORCHESTRA MIX])                                | 2012年7月18日  | You & I（Japanese Version）- Single                                                                  |
| Nick Wood                      | Maracaña (FPM + i-dep Hyper Society Mix)                                          | 2014年6月11日  | Saudé Passion - Inspired by the World Cup 2014 (feat. Michael Jade, Silvio Anastacio & Tabatha Fher) |
| MONKEY MAJIK                   | Change -FPM LEGENDARY HOUSE MIX-                                                  | 2014年7月16日  | 夏の情事 - Single                                                                                    |
| 東京スカパラダイスオーケストラ | Damned feat. FPM                                                                  | 2014年8月13日  | SKA ME FOREVER                                                                                       |
| GACKT                          | 小悪魔ヘヴン (FPM EURODISCO MIX)                                                  | 2015年7月1日   | GACKTracks -ULTRA DJ ReMIX-                                                                          |
| Kis-My-Ft2                     | キミとのキセキ -Remix by FPM-                                                     | 2015年7月1日   | KIS-MY-WORLD                                                                                         |
| MAX                            | #SELFIE 〜ONNA Now〜 (FPM REMIX)                                                  | 2015年7月22日  | #SELFIE ～ ONNA Now ～                                                                               |
| HowieB                         | Master Inch Mile Haunch (FPM Remix)                                               | 2016年3月16日  | Motions [Best Killer Remixes & Produce works by FPM]                                                 |
| DJ Mykal a.k.a.林哲儀          | RKNIIFTR (FPM Remix)                                                              | 2017年5月24日  | RKNIIFTR                                                                                             |
| ROOTS66 Party with 松野家6兄弟 | レッツゴー!ムッツゴー!～6色の虹～                                                 | 2017年10月16日 | レッツゴー!ムッツゴー!～6色の虹～                                                                    |
| 東京スカパラダイスオーケストラ | Believer feat. Emicida and Fióti FPM Remix                                        | 2018年3月14日  | GLORIOUS                                                                                             |
| 徳澤青弦                       | カジャラのテーマ(FPM 4/4 MIX)                                                     | 2019年2月20日  | カジャラの音楽その2                                                                                  |
| Ursula 1000                    | Laka and Lono (FPM Remix)                                                         | 2019年10月1日  | Esoterique                                                                                           |
| フィロソフィーのダンス         | ダンス・ファウンダー FPM Never Ever Mix                                           | 2020年3月6日   | SAPIOSEXUAL                                                                                          |

この他にも多数のリミックスが存在しこれまでに約100曲のリミックス曲を手がけている。

## ミュージックビデオ
| 監督                             | 曲名                                             |
| ENLIGHTMENT                      | 「SEX」                                          |
| OLIVIER KUNZEL & FLORENCE DEYGAS | 「Reaching for the Stars」                       |
| KOICHI MAKINO                    | 「Without You feat.MONKEY MAJIK」                |
| 木乃村美穂(MIHO KINOMURA)        | 「BEAUTIFUL DAYS」「Why Not?」                   |
| 中村剛                           | 「City Lights」                                  |
| groovisions                      | 「don't you know? feat.CLAZZIQUAI PROJECT」      |
| 中村剛                           | 「TAKE ME TO THE DISCO」                         |
| NAMIKIBASHI                      | 「Tell Me」(出演:小林賢太郎)                     |
| GUTSON TG INC.                   | 「I WAS IN LOVE feat.細美武士」                  |
| 不明                             | 「BACHELOR PAD」「愛しのミスター・セールスマン」 |

## 主なライブ出演(海外)
- 1998年11月：FATBOY SLIMジャパンツアーのサポートDJを務める
- 1999年8月：スペイン「Bennicassin Festival」出演（Blur, Chemical Brothers, Massive Attack, Ocean Color Scene, JimiTenor, CarlCraigらと共演）
- 1999年8月：イギリス「Reading and Leeds Festival」出演（Roni Size, Breakbeat Era, Les Rhythmes Digitales, Indian Ropemanらと共演）
- 1999年9-10月：アメリカ「COACHELLA VALLEY Music and Arts Festival in Palm Springs」出演（Beck,Underworld,Ben Harper,Rage Against The Machine, Prodigy, Cassius, Corneliusらと共演）
- 2000年10月：Etienne De Crecy,Alex GopherジャパンツアーのサポートDJを務める
- 2000年10月：フランス(de Chaillot)「colette and minimix」 パーティでDJを務める
- 2001年3月：アメリカ「Winter Music Conference」出演（Roni Size Reprazent, RichieHawtin, MJ Cole, Q-Bert, Ron Trent, Ian Pooley, Jazzanovaらと共演）
- 2001年12月：KITSUNEのGildasのレジデントパーティ'Les Plus'でDAFT PUNKと共演
- 2002年3月：Yellow ProductionsとLouis Vuittonが共同開催した「Winter Music Conference」に出演（Jerome Sydenham,T-Kolaiと共演）
- 2003年2月：フランス「Maxim De Paris」で開催されたKITSUNE、Colette、Y-3のパーティに出演
- 2004年11月：バンコク「Fat Festival」出演
- 2006年11月：ニューヨークにオープンしたUNIQLOのグローバル旗艦店のオープニングパーティに出演
- 2007年3月：ドバイ「Chi The Lodge」のパーティに出演
- 2007年7月：ソウル「PENTAPORT FESTIVAL」に出演
- 2007年10月：ロンドンのLe Book、INTERSECTION magazine のパーティに出演
- 2007年12月：韓国で開催された adidasのパーティに出演
- 2008年3月：香港で開催されたLouis Vuittonのパーティに出演
- 2008年10月：パリ・Le Reginで開催されたcolette , wonderwall のパーティに出演
- 2009年9月：韓国「Global Gathering Festival 09 in Han Riverside Park」に出演（VERBAL(m-flo) と共演）
- 2009年9月：香港Underworld のライブにてサポートDJを務める
- 2010年10月：台北「Pusan International Film Festival」のパーティに出演
- 2012年9月：台北で開催されたadidasのパーティに出演
- 2013年12月：日本で開催されたULTRA MUSIC FESTIVALのプレパーティー「ROAD TO ULTRA JAPAN」に出演